# کوزنتسوفکا (باشقیرستان)
کوزنتسوفکا (انگلیسی: Kuznetsovka) یک شهرک در شهرستان ایگلینسکی استان باشقیرستان کشور روسیه است.